# Mistrzostwa Świata Juniorów w Łyżwiarstwie Szybkim 2006
35. Mistrzostwa świata juniorów w łyżwiarstwie szybkim – zawody sportowe, które odbyły się w dniach 10–12 marca 2006 w niemieckim Erfurcie.

## Tabela medalowa
| Lp. | Kraj             | Złoto | Srebro | Brąz | Razem |
| 1   | Holandia         | 2     | 1      | 0    | 3     |
| 2   | Korea Południowa | 1     | 2      | 1    | 4     |
| 3   | Norwegia         | 1     | 0      | 0    | 1     |
| 4   | Czechy           | 0     | 1      | 0    | 1     |
| 5   | Japonia          | 0     | 0      | 2    | 2     |
| 6   | Kanada           | 0     | 0      | 1    | 1     |

## Medale
| Konkurencja | Złoto                                                                  | Srebro                                                     | Brąz                                                    |
| Mężczyźni   |                                                                        |                                                            |                                                         |
| Wielobój    | Håvard Bøkko                                                           | Wouter Olde Heuvel                                         | Shingo Hashibami                                        |
| Sztafeta    | Holandia Ted-Jan Bloemen · Boris Kusmirak · Wouter Olde Heuvel         | Korea Południowa Choi Jin-yong · Kim Yeong-ho · Mo Tae-bum | Kanada Lucas Makowsky · Matt McLean · Aaron Sadlier     |
| Kobiety     |                                                                        |                                                            |                                                         |
| Wielobój    | Kim Yu-rim                                                             | Martina Sáblíková                                          | Lee Ju-youn                                             |
| Sztafeta    | Holandia Ingeborg Kroon · Maren van Spronsen · Foske Tamar van der Wal | Korea Południowa Kim Yu-rim · Lee Ju-youn · Noh Seon-yeong | Japonia Shōko Fujimura · Masako Hozumi · Shiho Ishizawa |